# Радянський район (Ростов-на-Дону)
Совєтський район (рос. Советский район) — один з районів Ростова-на-Дону (Росія). Утворений в 1973 році.

## Історія
В кінці п'ятдесятих — початку шістдесятих років XX століття в південно-східній частині західної околиці Ростова з'явилися перші двоповерхівки. Вже тоді поруч велося будівництво підшипникового заводу, який став десятим у СРСР. Слідом за житловими будинками в мікрорайоні з'явився перший магазин, його назвали «Новосел», перша школа № 92, перший торговий центр «Черемушки», перший дитячий комбінат «Кульбаба».
Через три роки Західний житловий масив нагадував місто-супутник. За короткий час тут з'явилися дві промислові зони: Західна і Північно-Західна. Неофіційно Західний житловий масив називали містом Совєтськ. У грудні 1973 року він став сьомим районом міста Ростова-на-Дону — Совєтським.
З 2008 року почався бурхливий розвиток Совєтського району за рахунок забудови компанії Інтеко однією із старих територій — Левенцівка. Термін реалізації проекту 2008 — 2014 роки, 370 тис. квадратних метрів житлової площі. На сьогоднішній день побудовано 25 висотних будинків в яких живуть 10 тисяч людей.

## Економіка
Совєтський район є потужним промисловим районом міста. Крім підшипникового заводу тут працюють: молочний завод, заводу з ремонту дорожньої техніки, хімзавод ім. Жовтневої революції, холодокомбінат № 3, виробничі бази мехколони № 7 тресту «Юговостокэлектросетьстрой», ПМК-2 тресту «Мострансгаз», пивоварний завод «Нова Зоря», транспортно-складський комплекс «Ростовснабзбуту» і виробнича база УМ «Ростоблколгоспбуду», АТС-22 , ТЕЦ-2. Велика частина промислових підприємств зосереджена по вулиці Доватора. Це такі великі підприємства як структурний підрозділ «АвтоВАЗ» Ростовська СТО, філія ВАТ «Пивоварна компанія „Балтика“, ТОВ» КСМ-14 «, ТОВ» РП Будмеханізація-МА".
Залізничний роз'їзд «Західний» перетворився на потужну вантажну товарну станцію. Прокладена найширша в Ростові автомагістраль — вулиця Малиновського, що з'єднала Західну і Північно-Західну промислові зони. Місцеві жителі назвали її БАМом.

## Культура
У районі були побудовані 7 шкіл (№ 15, 37, 38, 60, 61, 92, 95), 10 дитячих садів і комбінатів, 2 торговельних центра, магазин «Універсам», мережа підприємств побутового обслуговування, корпуси хімфаку, мехмату, високих технологій, геофаку і фізмату РДУ, науково-дослідні інститути Швейної промисловості, «Южгіпрозем», «гідрохім» і ВНІІГРІвугілля, Обласна лікарня і міська лікарня № 20, технікум механізації обліку, музична школа № 7.
Пізніше були побудовані кінотеатр «Плевен», Обласна дитяча лікарня, стоматологічна поліклініка, ряд інститутів Північно-Кавказького наукового центру Вищої школи, школа МВС, перетворена в Юридичний інститут МВС РФ, професійно-технічне училище № 5 і № і ще 9 шкіл (№ 73, 31, 58, 86, 87, 103, 112, 117, 119).